# Decua curta
Decua curta är en insektsart som först beskrevs av Beamer 1937.  Decua curta ingår i släktet Decua och familjen dvärgstritar. Inga underarter finns listade i Catalogue of Life.